# تلمبه اصطهباناتی
تلمبه اصطهباناتی یک منطقهٔ مسکونی در ایران است که در دهستان گلستان (سیرجان) واقع شده‌است.